# Марци
Ма̀рци (на италиански: Marzi) е село и община в Южна Италия, провинция Козенца, регион Калабрия. Разположено е на 530 m надморска височина. Населението на общината е 993 души (към 2010 г.).